# Ambrosio Padilla

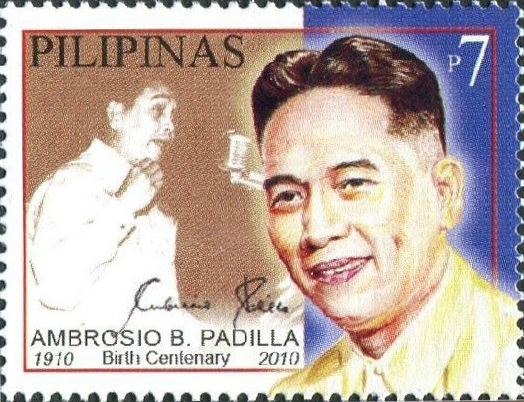
Ambrosio Padilla (Briefmarke philippinischen Post, 2010)

Ambrosio „Paddy“ Bibby Padilla (* 7. Dezember 1910 in Manila; † 11. August 1996 in Quezon City) war ein philippinischer Hochschullehrer, Politiker und Basketballspieler.

## Biografie

### Studium und politische Laufbahn
Nach dem Schulbesuch studierte Padilla zunächst an der Ateneo de Manila University und schloss dieses Studium mit einem Bachelor of Arts summa cum laude ab. Ein anschließendes postgraduales Studium der Rechtswissenschaft an der University of the Philippines beendete er 1934 mit Auszeichnung und belegte den dritten Platz der Jahrgangsbesten bei der Zulassung zum Rechtsanwalt. Auch seinen Doctor of Civil Laws (D.C.L.) erwarb er an der University of Santo Tomas mit Auszeichnung.
Im Anschluss nahm er seine Tätigkeit als Rechtsanwalt auf und war auch als Professor der Rechtswissenschaften tätig.
Am 4. Mai 1941 heiratete er Lourdes „Lily“ de las Alas, die älteste Tochter von Antonio de las Alas, einem Finanzminister während der Amtszeit von Präsident von Manuel Quezon, und hatte mit dieser zehn Kinder.
1954 wurde er von Präsident Ramon Magsaysay zum Solicitor General berufen und war als solcher bis 1957 Rechtsberater der Regierung.
1958 wurde er Mitglied des Senats und gehörte diesem nach seinen Wiederwahlen für weitere sechsjährige Amtszeiten 1963 und 1969 bis zur Verhängung des Kriegsrechts durch Präsident Ferdinand Marcos im Jahr 1972 an.
Während dieser Zeit war er sowohl von 1958 bis 1961 als auch zwischen 1966 und 1969 Minderheitsführer (Minority Floor Leader) und damit Führer der Opposition im Senat.
Nach dem Sturz von Marcos durch die People Power-Revolution wurde er 1986 von Präsident Corazon Aquino zum Mitglied der Verfassungskommission ernannt, die ihn zu ihrem Vize-Vorsitzenden wählten. Als solcher hatte er maßgeblichen Anteil an der Ausarbeitung der Verfassung der Philippinen von 1987.
Ihm zu Ehren wurde ein Raum an der Ateneo de Manila University benannt.

### Sportliche Laufbahn
Padilla war darüber hinaus sportlich aktiv und ein bekannter Basketballspieler seiner Zeit. Zusammen mit dem Team der Ateneo Blue Eagles gewann er 1928 die NCAA Philippines Meisterschaft sowie 1930 und 1934 die Far Eastern Games.
Bei den Olympischen Sommerspielen 1936 in Berlin nahm er an den Basketball-Wettbewerben als Mannschaftskapitän und Spielertrainer der Nationalmannschaft teil und gewann dort den 5. Platz mit einem 33:23-Sieg über das Team aus Uruguay. Mit nur einer Niederlage gegen die USA war dies die erfolgreichste Teilnahme der philippinischen Basketballnationalmannschaft bei Olympischen Sommerspielen.
Auch nach der Beendigung seiner aktiven Sportlaufbahn engagierte er sich als Funktionär und war unter anderem von 1938 bis 1954 Präsident der Basketballabteilung der Föderation der Amateurathleten (Philippine Amateur Athletic Federation (PAAF)), der Asiatischen Basketballkonföderation (Asean Basketball Confederation (ABC)) zwischen 1960 und 1966 sowie von 1970 bis 1976 Vorsitzender der PAAF, der Vorgängerorganisation des heutigen Philippine Olympic Committee sowie des Nationalen Olympischen Komitees (NOK). Dabei handelte es sich um Positionen, die sein Schwiegervater Antonio de las Alas von 1956 bis 1968 ebenfalls innehatte. Danach wurde er deren Ehrenpräsident.
Für seine sportlichen Verdienste wurde er im Januar 1999 postum in die Philippine National Hall of Fame aufgenommen.
Ihm zu Ehren vergibt die Ateneo de Manila University jährlich den Ambrosio Padilla Award für den besten Sportler eines Jahrgangs.

## Veröffentlichungen
Des Weiteren war Padilla auch Autor zahlreicher Fachbücher zu den Themen Politische Rechte, Verfassungsrecht, Internationales Öffentliches Recht, Zivilrecht und Strafrecht.
- Conflict of laws: Private international law by Ambrosio Padilla (1948)
- Conflict of laws;: Private international law. Original notes, July 1948; rev. July 21, 1950. New cases up to 1958 (1950)
- Notes on criminal procedures (1952)
- Property (Arts. 414-773; 1106-1155; 1497-1501; 1642-1731, Republic act no. 386) (1956)
- Public addresses (1958)
- My expulsion from the Liberal Party and the Senate Minority floor leadership (1960)
- Public addresses, 1959 (1960)
- The law on transportation by Ambrosio Padilla (1961)
- My views on public issues;: Weekly articles from June 1959 to December 1960 (1961)
- Philippine labor laws and social legislations (1964)
- Senator Padilla comments on political incongruities (1964)
- Criminal procedure (Rules 110 to 127 [of the] Rules of court in the Philippines) (1965)
- Senator Padilla denounces land anomalies (1965)
- Senator Ambrosio Padilla urges vigilance! (1967)
- Senator Ambrosio Padilla on: The surging wave of crime ; A new standard of morality (1968)
- Evidence (1971)
- Sen. Ambrosio disagrees with the Con-Con concept of property (1972)
- 1975 supplement to Criminal procedure, Rules 110-127 (1975)
- Conflict of laws: (private international law) of the Philippines (1976)
- 1976 supplement, Property, Arts. 414-773, Civil code annotated, vol. II(1976)
- Criminal procedure: Rules 110 to 127 (Rules of court in the Philippines) (1980)
- Legal articles on electron of " strong president (June 16, 1981) (1981)
- Legal articles on lifting of martial law: (proclamation no. 2045, January 17, 1981) (1982)
- Legal articles on the plebiscite on constitutional amendments, (April 16, 1981) (1982)
- Legal articles on the assassination of 'Ninoy' Aquino at MIA, August 21, 1983 (1983)
- My views on public issues, May 1982-April 1984 (1984)
- Agency: Text and cases (Civil law series) (1986)
- Partnership: Text and cases (Civil law series)(1986)
- Evidence: Rules of evidence (1988)
- My reactions to public issues (1989)